# Базаров, Владимир Александрович
Влади́мир Алекса́ндрович База́ров (настоящая фамилия Ру́днев; 27 июля (8 августа) 1874, Тула — 16 сентября 1939, Москва) — русский советский философ

, экономист, писатель

 и переводчик, публицист, социал-демократ.

## Биография
Родился в дворянской семье врача А. М. Руднева, руководившего в Туле губернской земской больницей. Мать — Анастасия Петровна, по профессии акушерка.
С 1884 года учился в Тульской классической гимназии, которую окончил, там же познакомился с Александром Малиновским (впоследствии Богдановым). После гимназии поступил на физико-математический факультет Московского университета, но отучившись полный курс (специализируясь по химии), диплом не получил в связи с арестом и высылкой на малую родину. С осени 1900 два семестра обучался на философском факультете Берлинского университета, где познакомился со студенткой Евгенией Товиевной Марголиной, своей будущей супругой. 
Социал-демократ с 1896 г., большевик в 1904—1907 годах. В сентябре 1901 года второй арест члена МК РСДРП обернулся ссылкой в село Енисейской губернии.
В тюремной церкви обвенчался с перешедшей ради брака из иудаизма в католичество Евгенией Товиевной Марголиной и поехал в ссылку вместе с ней (прожили вместе 38 лет, была арестована в июне 1941 года по статье 58 и умерла в тюремной больнице в 1942 году).
На I конференции РСДРП 30 декабря 1905 года избран в редакцию центрального органа — «Партийные известия». Делегат IV съезда РСДРП (1906).
В 1908—1911 годах вёл пропагандистско-просветительскую работу среди рабочих Петербурга в Смоленской воскресной школе и народном университете Невской заставы. В 1909—1910 годах состоял в качестве «сведущего лица» (выражение охранного отделения) при социал-демократической фракции в Государственной думе III созыва, занимаясь фабричным вопросом. В 1911 году арестован и выслан на три года в Астраханскую губернию. По возвращении в Петербург сотрудник журналов «Современник» и «Летопись».
После Февральской революции работал в экономическом отделе Петросовета. С апреля 1917 года — один из редакторов и основных авторов газеты «Новая жизнь». Летом 1917 года вышел из РСДРП. Один из организаторов и идеологов партии РСДРП (интернационалистов); на её учредительном съезде (январь 1918) был основным докладчиком, на II съезде (май 1918) — содокладчиком по вопросу о текущем моменте. Отрицательно оценил «советизацию» власти и Брестский мир. В конце 1918 года уехал в Алушту, затем в Харьков, где вместе с Ю. Мартовым и Б. Кричевским редактировал журнал «Мысль». Во время Гражданской войны находился в Крыму. После окончательного занятия Крыма Красной армией весной 1920 г. был арестован ЧК. Ленин, узнав об этом, распорядился направить Базарова в Москву. С мая 1921 г. Базаров работал в Госплане, в 1924 г. стал зампредом экономико-статистической секции, в 1927 году — и председателем секции труда и культуры и членом президиума Госплана. Состоял в Комакадемии.
В 1926 году вместе с В. Г. Громаном предложил метод планирования и оценки государственной экономики, основанный на «тектологических» принципах, которые были признаны впоследствии антимарксистскими. Базаров составил и решил дифференциальное уравнение, описывающее рост национального промышленного производства. Частные решения этого уравнения асимптотически приближались к «горизонтальным» прямым, то есть показывали замедление промышленного роста.. Базаров был одним из тех, кто первым поставил задачу составления «Генерального плана развития СССР на 15 лет».
27 декабря 1929 года на Всесоюзной конференции аграрников-марксистов Сталин в докладе «К вопросам аграрной политики в СССР» указывал:
«Не подходит также к делу трактовка Базарова и Громана баланса народного хозяйства. Схему баланса народного хозяйства СССР должны выработать революционные марксисты, если они вообще хотят заниматься разработкой вопросов экономики переходного периода» (Соч. М., 1952. Т. 12. С. 171—172.)

После этого выступления упомянутые в нём экономисты стали подвергаться гонениям и репрессиям по обвинению в том, что «путём составления искажённых конъюнктурных обзоров стремились дать неверное представление правительству СССР о действительном положении в стране и таким образом добиться срыва социалистической реконструкции», а также «создавали условия для расстройства нормального снабжения населения с целью вызвать его недовольство».
Летом 1930 года В. Г. Громан, В. А. Базаров, Н. Н. Суханов и другие (всего 14 экономистов) были арестованы ОГПУ по делу «Союзного бюро РСДРП (меньшевиков)». На допросах Базаров, не скрывая разногласий с правящей партией, не признал себя виновным в антисоветской деятельности, заявив, что «теоретическое обсуждение всех вопросов политики и экономики … не может быть запрещено любому советскому гражданину, какой бы ни была его политическая биография».
Среди подсудимых на процессе меньшевиков его не было. 25 апреля 1931 года был приговорён коллегией ОГПУ к 5 годам лишения свободы, срок отсчитывался с даты ареста — 28 июля 1930 года. В начале 1932 года был выпущен из тюрьмы, жил в ссылке сначала в Саратове, затем на Кавказе.
Вернулся в Москву в 1935 году. Занимался переводами, в частности перевёл с немецкого «Разговоры с Гёте в последние годы его жизни» Эккермана, опубликованные в 1934 году, а с французского «Опыты» Монтеня (рукопись утрачена). Часть сделанных им переводов была опубликована под именем жены.
Скончался от воспаления лёгких 16 сентября 1939 года.
Реабилитирован в 1990 году.

## Научная деятельность
Совместно с И. И. Скворцовым-Степановым перевёл «Капитал» Карла Маркса (первое издание, вышедшее в 1907—1909 годах под общей редакцией А. А. Богданова, затем многократно переиздавалось), «Современный капитализм» Вернера Зомбарта и «Очерки по истории Германии в XIX веке. Т. 1. Происхождение современной Германии». СПб., 1906.
В творчестве Базарова можно выделить три основных фазы: до мировой войны он много писал на политические и философские темы, во время войны и революции преимущественно занимался политической и экономической публицистикой, в 1920-е годы писал прежде всего по вопросам народного хозяйства.
В своих философских сочинениях («Авторитарная метафизика и автономная личность», в сборнике: Очерки реалистического мировоззрения, 1904; «Анархический коммунизм и марксизм», 1906; «На два фронта», 1910, и др.) Базаров выступил как сторонник эмпириокритицизма. В статье «Богоискательство и богостроительство» в сборнике «Вершины» (1909) выступил в поддержку повести М. Горького «Исповедь»; а в статье «Толстой и русская интеллигенция» в журнале «Наша заря» (1910, № 4) — в защиту религиозных исканий Л. Н. Толстого, за что был необоснованно обвинён В. И. Лениным в «богостроительстве». В свою очередь Базаров в ответ на критику его взглядов в памфлете Ленина «Материализм и эмпириокритицизм» назвал ленинское определение материи «галиматьёй».
Экономические работы Базарова касаются проблем планирования и хозяйственного баланса. Выступал за диалектический синтез в планировании телеологического и генетического подходов при доминировании генетического подхода. Предупреждал об опасностях административно-командной системы и бюрократизма. Обосновывал интеграцию рынка и хозрасчета в социалистическую планомерность и преходящий характер «казарменно-фабричного стиля индустрии».

## Труды
- Базаров В. А. Избранные произведения. Т. 1, 2. — М.: Издательский дом «Дело» РАНХиГС, 2014.

- Базаров В. А. Труд производительный и труд, образующий ценность. Издание 1-е, тираж — 3800, СПб.: Издание С. Дороватовского и А. Чарушникова, 1899.
- Базаров В. А. «Богоискательств» и «богостроительство» // Вершины. 1909. Кн. 1.
- Базаров В. А. Христиане Третьего Завета и строители Башни Вавилонской // Лит. распад. 1909. Кн. 2.
- Базаров В. А. «Ножницы» и плановое хозяйство (Экономическое обозрение, 1923, № 10)
- Базаров В. А. «К методологии перспективного планирования»
- Базаров В. А. «К вопросу о хозяйственном плане» (Экономическое обозрение, 1924, № 6)
- Базаров В. А. Темп накопления и «командные высоты» (Экономическое обозрение, 1924, № 9-10)
- Базаров В. А. О методологии построения перспективных планов. // Плановое хозяйство. 1926, № 7.
- Базаров В. А. «Кривые развития» капиталистического и советского хозяйства // Плановое хозяйство, 1926. № 4, 5, 6.
- Капиталистические циклы и восстановительный процесс хозяйства СССР. — М., Л.: Гос. изд-во, 1927. — 168 с.
- Базаров В. А. А. А. Богданов (Малиновский) как мыслитель.
- Использование бюджетных данных для построения структуры городского спроса в перспективе генерального плана (1927)